# Associazione Calcio Vigevano 1959-1960
Questa pagina raccoglie le informazioni riguardanti l'Associazione Calcio Vigevano nelle competizioni ufficiali della stagione 1959-1960.

## Rosa
| N. |                   | Ruolo | Calciatore          |
| -- | ----------------- | ----- | ------------------- |
|    | Italia (bandiera) | A     | Lorenzo Ambrosetti  |
|    | Italia (bandiera) | C     | Giancarlo Baldi     |
|    | Italia (bandiera) | A     | Luigi Balestra      |
|    | Italia (bandiera) | A     | Luigi Bitetto       |
|    | Italia (bandiera) | C     | Luigi Borghi        |
|    | Italia (bandiera) | A     | Angelo Borri        |
|    | Italia (bandiera) | A     | Alessandro Bozzetti |
|    | Italia (bandiera) | C     | Giancarlo Buscaglia |
|    | Italia (bandiera) | A     | Angelo Canavesi     |
|    | Italia (bandiera) | C     | Gian Domenico Dazzi |
|    | Italia (bandiera) | D     | Alberto Delfrati    |
|    | Italia (bandiera) | C     | Roberto Galimberti  |
|    | Italia (bandiera) | A     | Giovanni Garizio    |
|    | Italia (bandiera) | P     | Primo Germano       |

| N. |                   | Ruolo | Calciatore           |
| -- | ----------------- | ----- | -------------------- |
|    | Italia (bandiera) | D     | Bruno Giorgi         |
|    | Italia (bandiera) | D     | Teresio Invernizzi   |
|    | Italia (bandiera) | P     | Salvatore Maccheroni |
|    | Italia (bandiera) | C     | Giuseppe Maestrone   |
|    | Italia (bandiera) | C     | Gian Pietro Maffei   |
|    | Italia (bandiera) | C     | Giuseppe Massetta    |
|    | Italia (bandiera) | C     | Giancarlo Prato      |
|    | Italia (bandiera) | C     | Beniamino Protti     |
|    | Italia (bandiera) | A     | Giuseppe Radaelli    |
|    | Italia (bandiera) | C     | Adriano Renesto      |
|    | Italia (bandiera) | D     | Carlo Rossi          |
|    | Italia (bandiera) | A     | Sergio Savini        |
|    | Italia (bandiera) | D     | Redo Zanzaro         |